# Campionati sloveni di sci alpino 2008
I Campionati sloveni di sci alpino 2008 si sono svolti a Kope e a Krvavec dal 20 marzo al 4 aprile. Il programma ha incluso gare di discesa libera, supergigante, slalom gigante, slalom speciale e combinata, tutte sia maschili sia femminili.
Trattandosi di competizioni valide anche ai fini del punteggio FIS, vi hanno partecipato anche sciatori di altre federazioni, senza che questo consentisse loro di concorrere al titolo nazionale sloveno.

## Risultati

### Uomini

#### Discesa libera
| Pos. | Atleta               | Nazione     | Tempo   |
| ---- | -------------------- | ----------- | ------- |
| 1    | Andrej Šporn         | Slovenia    | 1:19,55 |
| 2    | Andrej Jerman        | Slovenia    | 1:19,77 |
| 3    | Thomas Graggaber     | Austria     | 1:20,09 |
| 3    | Rok Perko            | Slovenia    | 1:20,09 |
| 5    | Clemens Unterdechler | Austria     | 1:20,14 |
| 6    | Craig Branch         | Australia   | 1:20,27 |
| 7    | Andrej Križaj        | Slovenia    | 1:21,52 |
| 8    | Douglas Crawford     | Regno Unito | 1:21,74 |
| 9    | Johannes Kröll       | Austria     | 1:21,77 |
| 10   | Ed Drake             | Regno Unito | 1:21,86 |

Data: 20 marzo

Località: Kope

#### Supergigante
| Pos. | Atleta           | Nazione  | Tempo   |
| ---- | ---------------- | -------- | ------- |
| 1    | Rok Perko        | Slovenia | 1:09,02 |
| 2    | Alek Glebov      | Slovenia | 1:09,18 |
| 3    | Andrej Šporn     | Slovenia | 1:09,21 |
| 4    | Andrej Jerman    | Slovenia | 1:09,39 |
| 5    | Andrej Križaj    | Slovenia | 1:10,39 |
| 6    | Matic Skube      | Slovenia | 1:10,59 |
| 7    | Boštjan Kline    | Slovenia | 1:10,91 |
| 8    | Natko Zrnčić-Dim | Croazia  | 1:11,99 |
| 9    | Dalibor Šamšal   | Croazia  | 1:11,10 |
| 10   | Ivan Ratkić      | Croazia  | 1:11,44 |

Data: 26 marzo

Località: Kope

#### Slalom gigante
| Pos. | Atleta            | Nazione  | Tempo   |
| ---- | ----------------- | -------- | ------- |
| 1    | Andrej Šporn      | Slovenia | 2:17,11 |
| 2    | Mitja Valenčič    | Slovenia | 2:17,25 |
| 3    | Miha Malus        | Slovenia | 2:17,50 |
| 4    | Rok Perko         | Slovenia | 2:17,65 |
| 5    | Alexander Herzog  | Austria  | 2:17,78 |
| 6    | Janez Jazbec      | Slovenia | 2:18,04 |
| 7    | Michael Sablatnik | Austria  | 2:18,42 |
| 8    | Natko Zrnčić-Dim  | Croazia  | 2:18,45 |
| 9    | Matija Zaviršek   | Slovenia | 2:18,52 |
| 10   | Miha Kuerner      | Slovenia | 2:18,75 |

Data: 4 aprile

Località: Krvavec

#### Slalom speciale
| Pos. | Atleta          | Nazione  | Tempo   |
| ---- | --------------- | -------- | ------- |
| 1    | Dalibor Šamšal  | Croazia  | 1:39,14 |
| 2    | Matic Skube     | Slovenia | 1:39,32 |
| 3    | Kilian Albrecht | Bulgaria | 1:39,35 |
| 4    | Matija Zaviršek | Slovenia | 1:39,44 |
| 5    | Anže Mravlja    | Slovenia | 1:39,48 |
| 6    | Mitja Valenčič  | Slovenia | 1:39,56 |
| 7    | Miha Malus      | Slovenia | 1:39,93 |
| 8    | Timi Gašperin   | Slovenia | 1:40,07 |
| 9    | Janez Jazbec    | Slovenia | 1:40,46 |
| 10   | Timotej Hribar  | Slovenia | 1:40,50 |

Data: 29 marzo

Località: Kope

#### Combinata
| Pos. | Atleta       | Nazione  |
| ---- | ------------ | -------- |
| 1    | Andrej Šporn | Slovenia |
| 2    | ?            | ?        |
| 3    | ?            | ?        |

### Donne

#### Discesa libera
| Pos. | Atleta                    | Nazione     | Tempo   |
| ---- | ------------------------- | ----------- | ------- |
| 1    | Ilka Štuhec               | Slovenia    | 1:22,60 |
| 2    | Petra Robnik              | Slovenia    | 1:23,20 |
| 3    | Maruša Ferk               | Slovenia    | 1:23,82 |
| 4    | Katja Jazbec              | Slovenia    | 1:24,09 |
| 5    | Mateja Robnik             | Slovenia    | 1:24,66 |
| 6    | Ana Kobal                 | Slovenia    | 1:24,86 |
| 7    | Vanja Brodnik             | Slovenia    | 1:24,90 |
| 8    | Nina-Katarina Mihovilović | Slovenia    | 1:25,02 |
| 9    | Pamela Thorburn           | Regno Unito | 1:25,10 |
| 10   | Ana Kobal                 | Slovenia    | 1:25,39 |

Data: 20 marzo

Località: Kope

#### Supergigante
| Pos. | Atleta                    | Nazione     | Tempo   |
| ---- | ------------------------- | ----------- | ------- |
| 1    | Ilka Štuhec               | Slovenia    | 1:13,16 |
| 2    | Maruša Ferk               | Slovenia    | 1:13,79 |
| 3    | Katja Jazbec              | Slovenia    | 1:13,88 |
| 4    | Mateja Robnik             | Slovenia    | 1:13,91 |
| 5    | Ana Kobal                 | Slovenia    | 1:14,13 |
| 6    | Nina-Katarina Mihovilović | Slovenia    | 1:14,79 |
| 7    | Sofija Novoselić          | Croazia     | 1:14,94 |
| 8    | Marie-Therese Strobl      | Austria     | 1:14,99 |
| 9    | Vanja Brodnik             | Slovenia    | 1:15,15 |
| 10   | Pamela Thorburn           | Regno Unito | 1:15,16 |

Data: 26 marzo

Località: Kope

#### Slalom gigante
| Pos. | Atleta                    | Nazione  | Tempo   |
| ---- | ------------------------- | -------- | ------- |
| 1    | Ilka Štuhec               | Slovenia | 2:14,99 |
| 2    | Nina-Katarina Mihovilović | Slovenia | 2:16,38 |
| 3    | Katja Jazbec              | Slovenia | 2:16,39 |
| 4    | Tina Robnik               | Slovenia | 2:16,75 |
| 5    | Maruša Ferk               | Slovenia | 2:16,93 |
| 6    | Sofija Novoselić          | Croazia  | 2:17,26 |
| 7    | Mateja Robnik             | Slovenia | 2:17,72 |
| 8    | Ana Kobal                 | Slovenia | 2:17,90 |
| 9    | Alenka Kuerner            | Slovenia | 2:17,96 |
| 10   | Ana Kobal                 | Slovenia | 2:17,97 |

Data: 27 marzo

Località: Kope

#### Slalom speciale
| Pos. | Atleta                    | Nazione  | Tempo   |
| ---- | ------------------------- | -------- | ------- |
| 1    | Ilka Štuhec               | Slovenia | 1:39,87 |
| 2    | Mateja Robnik             | Slovenia | 1:40,36 |
| 3    | Alenka Kuerner            | Slovenia | 1:41,50 |
| 4    | Sofija Novoselić          | Croazia  | 1:41,54 |
| 5    | Maruša Ferk               | Slovenia | 1:41,58 |
| 6    | Petra Robnik              | Slovenia | 1:42,14 |
| 7    | Nina-Katarina Mihovilović | Slovenia | 1:42,17 |
| 8    | Tina Robnik               | Slovenia | 1:42,97 |
| 9    | Nika Smodiš               | Slovenia | 1:43,39 |
| 10   | Maja Knez                 | Slovenia | 1:43,68 |

Data: 24 marzo

Località: Kope

#### Combinata
| Pos. | Atleta      | Nazione  |
| ---- | ----------- | -------- |
| 1    | Ilka Štuhec | Slovenia |
| 2    | ?           | ?        |
| 3    | ?           | ?        |